# El Planàs (Lladurs)
El Planàs és un pla del poble de Montpol, al municipi de Lladurs (Solsonès) destinat bàsicament a camps de cultiu i que està situat al nord del Serrat de Porredon.